# Hein de Kort
Hein de Kort (né en 1956) est un auteur de bande dessinée et dessinateur humoristique néerlandais. Actif depuis 1981, il est très influencé par l'humour comme le style graphique des Français Jean-Marc Reiser et Philippe Vuillemin

## Récompense
- 1992 : Prix Stripschap, pour l'ensemble de son œuvre